# 巴庫達利
巴庫達利是亞塞拜然哈薩克區的一個城鎮，面積為22平方公里，为被亞美尼亞環繞的飛地。
在纳戈尔诺-卡拉巴赫战争中後被亞美尼亞控制，現在城鎮中多為亞美尼亞人，編制上屬於塔武什州。阿塞拜疆政府嚴禁外國公民前往该地，外國公民如進入以上地區，將被阿塞拜疆共和國永久拒絕入境，並列入「不受欢迎人物名单」。